# Гудељ
Гудељ је српско, босанско и хрватско презиме.
Може се односити на следеће особе:
- Иван Гудељ (1960), хрватски фудбалер
- Небојша Гудељ (1968), српски фудбалер у пензији
- Немања Гудељ (1991), српски фудбалер
- Владимир Гудељ (1966), босанскохерцеговачки фудбалер у пензији